# Australiska språk
| De australiska orden känguru och bumerang har blivit en del av det internationella ordförrådet. |  | De australiska orden känguru och bumerang har blivit en del av det internationella ordförrådet. |
| De australiska orden känguru och bumerang har blivit en del av det internationella ordförrådet. |  |                                                                                                 |

De australiska språken (aboriginal languages) omfattar idag fler än 200 språk i Australien med ca 50 000 talare sammanlagt. Vid européernas ankomst i början av 1700-talet fanns det fler språk än de som finns kvar idag. Fem av de australiska språken har mer än 1 000 talare och språken är mest livaktiga i några reservat i inlandet i väster och på några platser på nordkusten. De flesta språken har endast ett fåtal talare och är på utdöende. De ursprungliga språken på Tasmanien är helt utdöda medan australiska språk fortfarande talas på öarna i Torres sund. Det finns ett stort intresse för att beskriva språken innan de hinner dö ut.

## Släktskap

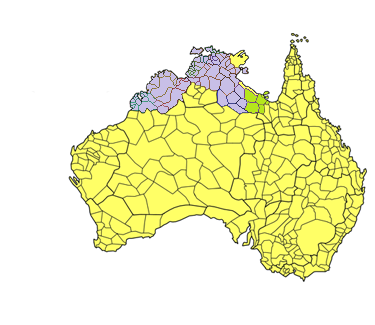
Pama-Nyunganspråk i gult.

De australiska språken delas normalt in i två familjer: pama-nyungaspråk som är den dominerande familjen och icke-pama-nyungaspråk som hör hemma i  nord och nordväst. Pama-nyungaspråken är suffigerande språk (använder suffix) och täcker 90% av landmassan och omkring 50 livaktiga språk. Icke-Pama-Nyunganspråken är prefigerande språk (använder prefix) och består av 20-30 språkgrupper.
De australiska språken är sannolikt besläktade med varandra och den vanligaste synen är att språken kom till Australien från Sydostasien för 40 000 till 50 000 år sedan. Trots detta har man inte kunnat se någon släktskap mellan de australiska och de austronesiska språken.

## Egenskaper
De australiska språken  saknar ljuden s, f, ch och sch. De skiljer inte heller på ljudande och ickeljudande som p och b samt  t och d.  Språken har dualisformer (tvåtal) utöver singularis och pluralis för pronomen och språken är ergativa.  Räkneorden är svagt utvecklade och man har ofta bara räkneord för 1 och 2.
I språken finns olika talregister (språkvarianter) som används under speciella omständigheter.  Exempelvis finns särskilda personliga pronomen för släktskapsförhållanden som "mor och barn". Dessutom har många av språken särskilda svärmorsspråk, ett särskilt undvikande register som bara används i vissa släktingars närvaro. I svärmorsspråken är ljud och grammatik desamma, men vokabulären skiljer sig och är normalt begränsad.

## Skriftspråk
Innan européernas ankomst fanns inte de australiska språken i skriven form. Skriftspråken utvecklades sedan under påverkan av engelska stavningskonventioner snarare än en god representation av de australiska språkens ljudsystem. På senare år har vissa språk, exempelvis warlpiri, fått sina skriftspråk reviderade.

## Språk[2]
- Barngarla
- Kala Lagaw Ya
- Mabuyag
- Warlpiri
- Arrernte (östlig)
- Pitjantjatjara
- Tiwi
- Gunwinggu
- Ngaanyatjarra
- Walmajarri
- Arrernte (västlig)
- Anindilyakwa
- Murrinh-Patha
- Burarra
- Anmatyerre
- Pintupi-luritja
- Kuku-yalanji
- Martu wangka
- Yindjibarndi
- Nyangumarta
- Dhuwal
- Nyangumarta
- Gupapuyngu
- Djambarrpuyngu
- Meriam
- Wik-Mungkan
- Dhangu
- Gumatj
- Kukatja
- Nunggubuyu
- Jaru
- Gurinji
- Nangikurrunggurr
- Pintini
- Yankunytjatjara
- Dayi
- Garawa
- Kaytetye
- Maung
- Warumungu
- Ritarungo
- Iwaidja
- Ngarinman
- Rembarunga
- Thayore